# Yoomi Renström
Yoomi Elisabeth Renström, född 18 juli 1962 i Sydkorea, är en svensk politiker (socialdemokrat). Hon var riksdagsledamot (statsrådsersättare) 2005–2006, invald för Gävleborgs läns valkrets, och kommunalråd i Ovanåkers kommun till 2018. Hon är även ledamot i Europeiska Regionkomitten.

## Biografi
Yoomi Renström är distriktsordförande för Socialdemokraterna i Gävleborgs län.[källa behövs]

### Riksdagsledamot
Renström kandiderade i riksdagsvalet 2002 och blev ersättare. Hon var statsrådsersättare för Ulrica Messing från och med 14 februari 2005 till mandatperiodens slut.
I riksdagen var Renström suppleant i konstitutionsutskottet och kulturutskottet.
Renström kandiderade även i riksdagsvalen 2006 och 2010, blev åter ersättare, men tjänstgjorde ej som ersättare i riksdagen efter något av dessa val.